# Pan Zhanle
Pan Zhanle (em chinês:  潘展乐; 4 de agosto de 2004) é um nadador chinês, campeão olímpico e atual recordista mundial nos 100 metros estilo livre. Em 2023, Pan se tornou o primeiro nadador da história a alcançar todas as três marcas: nadar os 50 metros estilo livre em menos de 22 segundos, os 100 metros estilo livre em menos de 47 segundos e os 200 metros estilo livre em menos de 1:45. Nos Jogos Olímpicos de Verão de 2024, ele ganhou a medalha de ouro nos 100 metros estilo livre, quebrando seu próprio recorde mundial no processo.

## Carreira
Aos 17 anos, Pan fez sua estreia internacional no Campeonato Mundial de Piscina Curta da FINA de 2021, ocorrido em Abu Dhabi. Ele competiu nos revezamentos de 200, 400 e 800 metros estilo livre, ajudando a China a terminar em quinto lugar em todas as três provas. Individualmente, Pan terminou em décimo primeiro lugar nas semifinais dos 100 metros estilo livre.
No ano seguinte, Pan terminou empatado em sexto lugar nos 100 metros estilo livre no Campeonato Mundial de Piscina Curta da FINA de 2022, realizado em Melbourne. Com um tempo de 45,77 segundos, ele se tornou o recordista asiático nesta prova de piscina curta.
Em maio de 2023, Pan competiu nos 100 metros estilo livre em piscina longa no Campeonato Nacional Chinês, quebrando o recorde asiático com um tempo de 47,22 segundos, que foi 0,34 segundos mais rápido do que o recorde anterior.
Pan quebrou pela primeira vez a barreira dos 47 segundos para os 100 metros estilo livre em piscina longa nos Jogos Asiáticos de 2022 (realizados em 2023 devido à pandemia de COVID-19), onde terminou com um tempo de 46,97 segundos, tornando-se o quinto homem na história a alcançar esse marco. Durante os jogos, ele também se tornou o primeiro nadador da história a alcançar todas as três conquistas: nadar os 50 metros estilo livre em menos de 22 segundos, os 100 metros estilo livre em menos de 47 segundos e os 200 metros estilo livre em menos de 1:45.
No dia 16 de fevereiro de 2024, Pan venceu os 100 metros estilo livre no Campeonato Mundial de 2024 em Doha. Poucos dias antes, ele estabeleceu um novo recorde mundial nos 100 metros estilo livre com um tempo de 46,80 segundos.
Nos Jogos Olímpicos de Verão de 2024, Pan conquistou a medalha de ouro nos 100 metros estilo livre. Com um tempo de 46,40 segundos, ele quebrou seu próprio recorde mundial. Sua margem de vitória, 1,08 segundos, foi a maior nesta prova desde os Jogos Olímpicos de 1928, e sua melhoria de 0,4 segundos no recorde mundial foi o maior salto dos últimos 25 anos. Na final masculina do revezamento 4x100 metros medley, Pan teve uma performance impressionante para ajudar a equipe chinesa a conquistar a medalha de ouro na prova, impondo a primeira derrota aos Estados Unidos desde que a prova foi incluída no programa olímpico nos Jogos Olímpicos de 1960. O nadador chinês pulou na água com sua equipe em terceiro lugar, mas ultrapassaou os nadadores dos Estados Unidos e da França nos últimos 100 metros em 45,92 segundos.